# Alès Adamòvitx
Alès Adamòvitx (en belarús, Алесь Адамовіч; en rus, Алесь Адамович; nom complet: Александр Михайлович Адамович; Hluixa, óblast de Minsk, Belarús, URSS, 3 de setembre de 1927 – Moscou, Rússia, 26 de gener de 1994) fou un escriptor i crític literari soviètic belarús. Doctor en filosofia i filologia, va ser professor i membre corresponent de l'Acadèmia de Ciències de Belarús. També va ser membre del Soviet Suprem entre 1989 i 1992. Va escriure tant en rus com en belarús.
Conegut pels seus llibres Khatínskaia apòvests [literalment, «La història de Khatyn»] i Blokàdnaia kniga [«El llibre del bloqueig»], està molt ben considerat per la seva austera però profunda postura humana contra la guerra, el coratge moral i l'honestedat sense compromisos.

## Biografia
Durant la Segona Guerra Mundial Alès Adamòvitx, encara un escolar, es va convertir en membre d'una unitat partisana entre 1942 i 1943. Durant aquest temps, els nazis van incendiar sistemàticament centenars de llogarets belarussos i exterminar els seus habitants. Més tard, va escriure una de les seves obres més reconegudes, Khatínskaia apòvests, i el guió de la pel·lícula Idí i smotrí, que es va basar en les seves experiències com a missatger i guerriller durant la guerra.
A partir de 1944, va reprendre la seva educació. Després de la guerra, va entrar a la Universitat Estatal de Belarús, on va estudiar en el departament de filologia i on va completar el postgrau; va estudiar, més tard, als Cursos Superiors de Guionistes i a la Universitat Estatal de Moscou. A partir de la dècada de 1950, va treballar a Minsk en el camp de la filologia i la crítica literària; més tard també es va dedicar al cinema. Va ser membre de la Unió d'Escriptors Soviètics des de 1957. El 1976 va ser guardonat amb el Premi Estatal Belarús Iakub Kolas de literatura per Khatínskaia apòvests. Va viure i treballar a Moscou des de 1986 i va ser membre actiu de la comunitat belarussa d'aquesta ciutat.
Després de l'accident de Txernòbil de 1986, que va afectar Belarús més que qualsevol altre país, Adamòvitx va començar a conscienciar activament de la catàstrofe entre l'elit governant soviètica.
A finals de la dècada de 1980, Alès Adamòvitx va donar suport a la creació del Front Popular de Belarús, però no va ser-ne membre. El 1989 Adamòvitx es va convertir en un dels primers membres del Centre PEN de Belarús. El 1994 el Centre PEN de Belarús va instituir el Premi Literari Alès Adamòvitx, un premi literari per reconèixer els millors escriptors i periodistes. El premi s'atorga anualment el 3 de setembre, l'aniversari d'Alès Adamòvitx, que coincideix amb una conferència anual internacional.
L'octubre de 1993 va signar la Carta dels Quaranta-dos.
Les obres d'Alès Adamòvitx s'han traduït a més de vint llengües. Svetlana Aleksiévitx, guanyadora belarussa del Premi Nobel de Literatura 2015, es refereix a Adamòvitx com el seu "principal mestre, que em va ajudar a trobar el meu camí".

## Premis i reconeixements
- Orde de la Guerra Patriòtica 2a classe
- Orde de la Bandera Roja del Treball
- Orde de la Insígnia d'Honor
- Medalla dels Partisans 2a classe
- Medalla de la victòria sobre Alemanya en la Gran Guerra Patriòtica 1941-1945

El 1997 Alès Adamòvitx va ser reconegut a títol pòstum amb el Premi Honor i la Dignitat del Talent. També van ser premiats Dmitri Likhatxov, Víktor Astàfiev, Txinguiz Aitmàtov, Vassil Bíkau, Fazil Iskander, Borís Slutski i Bulat Okudjava.

## Selecció d'obres
Novel·les i relats
- Partizani [«Els partisans»] (1960-1963)
- Khatínskaia apòvests [«La història de Khatyn»] (1976)[4]
- Ia iz ognennoi derévni [«Fora del foc»], amb Janka Bril i Vladímir Kolésnik (1977)
- Karàteli [«Castigadors»] 1980.
- Blokàdnaia kniga [«El llibre del bloqueig»], amb Daniïl Granin (1977-1981)

Crítica
- Problems with the New Way of Thinking

Guions
- Voinà pod kríxami (1967)
- Idí i smotrí, en col·laboració amb Elem Klímov (1985).
- Franz + Polina (2006)
- Txitàiem 'Blokàdnuiu knigu' (2009)